# Beatriz Busaniche
María Beatriz Busaniche (Río Gallegos, Província de Santa Cruz, 17 de agosto de 1970) é uma ativista e pesquisadora argentina que atua pela cultura livre e pelos direitos humanos em ambientes mediados por tecnologias digitais.

## Trajetória
É graduada em Comunicação Social pela Universidade Nacional de Rosário, mestre em Propriedade Intelectual pela FLACSO e doutoranda em Ciências Sociais pela FLACSO. Leciona em cursos de graduação e pós-graduação na Universidade de Buenos Aires e na FLACSO.
Em 2003, ingressou na Fundação Vía Libre, organização da qual é atualmente presidente. Ela é co-autora e editora de várias publicações em vários idiomas, incluindo o livro Monopolios Artificiales sobre Bienes Intangibles.
Em 2016, publicou o livro Propriedad Intelectual y Derechos Humanos, no qual analisa a propriedade intelectual à luz dos tratados internacionais de direitos humanos, apontando a necessidade de conciliar a regulamentação dos direitos autorais com o direito humano fundamental à cultura.
Colaborou como autora do jornal argentino La Nación. Ela também é co-fundadora do capítulo argentino da Wikimedia Foundation, em 2007, e membro da equipe Creative Commons Argentina.